# 862 Franzia
862 Franzia
862 Franzia là một tiểu hành tinh ở vành đai chính. Nó được Max Wolf phát hiện ngày 28.01.1917 ở Heidelberg, và được đặt theo tên Franz Wolf, con trai của Max Wolf.